# Lijst van Belgische zonenummers
Een nummeringsplan is nodig om telefoonnetwerken eenduidig te kunnen identificeren en om oproepen eenvoudig te kunnen routeren. In de 20e eeuw werden de interzonale tarieven hierop gebaseerd. 

## Vaste lijnen
Vaste lijnen hebben in België een vaste lengte van 9 cijfers, met inbegrip van de 0. Dit is een lijst van zonenummers in België.
Grote agglomeraties zoals Antwerpen, Brussel, Gent en Luik hebben maar 1 zonecijfer; alle andere zones hebben 2 zonecijfers. Dan volgen 7 of 6 cijfers van het lijnnummer.
Vanaf 1 juli 2000 werd full dialling ingevoerd, dit wil zeggen dat het volledige nationale nummer moet worden gebruikt, zelfs voor bellen binnen de eigen zone.
Afbakening van de telefoonzones:
| - 010 Waver - 011 Hasselt - 012 Tongeren - 013 Diest - 014 Herentals - 015 Mechelen - 016 Leuven - 019 Borgworm - 02 Brussel, Edingen - 03 Antwerpen - 04 Luik, Voeren* | - 050 Brugge - 051 Roeselare - 052 Dendermonde - 053 Aalst - 054 Ninove - 055 Oudenaarde - 056 Kortrijk, Moeskroen - 057 Ieper - 058 Veurne - 059 Oostende | - 060 Chimay - 061 Libramont-Chevigny - 063 Aarlen - 064 La Louvière - 065 Bergen - 067 Nijvel - 068 Aat - 069 Doornik - 071 Charleroi | - 080 Stavelot - 081 Namen - 082 Dinant - 083 Ciney - 084 Marche-en-Famenne - 085 Hoei - 086 Durbuy - 087 Verviers - 089 Genk - 09 Gent* |

Opmerkingen:
- 04 is ook de prefix van de mobiele netwerken (10 cijfers)
- in de zones 04 en 09 komen alleen de combinaties 'zonenummer + 2xx xx xx' of 'zonenummer + 3xx xx xx' voor

Een abonnee kan zijn nummer enkel behouden bij verhuizing binnen de zone, zelfs als van provider wordt veranderd (nummeroverdracht).

## Mobiele nummers
Belgacom lanceerde op 1 januari 1994 het eerste gsm-abonnement in België onder het prefix 075. Mobistar (Orange) volgde in 1996 onder het prefix 095, Orange in 1999 met het prefix 0486.
Ieder nationaal mobiel netwerk heeft een interne code, het MNC, dat gebruikt wordt voor de routering van de oproepen en om de gesprekskosten te berekenen. Het MNC kan worden gedeeld door meerdere virtuele operatoren.
| Interne Internationale codes voor Mobiele operatoren | Interne Internationale codes voor Mobiele operatoren |
| MNC                                                  | Provider                                             |
| ---------------------------------------------------- | ---------------------------------------------------- |
| 01                                                   | Proximus                                             |
| 05                                                   | Telenet                                              |
| 10                                                   | Orange                                               |
| 20                                                   | BASE                                                 |

Een Belgisch mobiel nummer heeft 10 cijfers, de 0 inbegrepen. De mobiele zonenummers werden toegekend als volgt:
| Proximus                                                                                                   | Telenet                                                                                         | Andere |
| --- | ----------------------------------------------------------------------------------------------- | --- |
| - 0460 Proximus - 0470-0474 Proximus - 075 Proximus (op 11/11/2001 omgezet naar 0475) - 0476-0479 Proximus | - 04650 Telenet - 04651-04664 Lycamobile - 04670 Telenet - 04681-04683 Telenet - 0483-0489 BASE | - 0451 Digi - 0456 Mobile Vikings - JIM Mobile - 04618 GSM-R (Infrabel) - 04655-04667 Vectone Mobile Belgium - 0486 Orange - 0490-0499 Orange (vroeger Mobistar) |

Sinds een abonnee zijn nummer kan behouden bij het veranderen van operator (nummeroverdracht), gaat deze toewijzing aan operatoren niet helemaal meer op. Een mobiel nummer beginnend met 0477 kan nu ook een Telenet-abonnement hebben. Er is een applicatie om te bepalen tot welk netwerk een nummer behoort.

## Speciale nummers
Er bestaan verschillende nummers gekoppeld aan speciale diensten (hogere tarieven).
- 00 Internationaal (aangeduid als + gevolgd door de landencode)
- 070 Diensten, informatie en wedstrijden: 0,087-0,174 euro/min
- 077 M2M-diensten (Machine to Machine communicatie), eCall, IoT (Internet of Things)
- 078 Diensten, informatie en wedstrijden, nationaal tarief in of buiten bundel (opgenomen bij standaardpakket bellen, aan dezelfde prijs als andere vaste nummers)
- 0800 Diensten, informatie en wedstrijden, gratis voor de beller*
- 0900 Wedstrijden: 0,45 euro/min*
- 0902 Zakelijke toepassingen: 0,74 euro/min
- 0903 Wedstrijden, productbestelling, dating, adult/erotiek: 1,12 euro/min
- 0904 Wedstrijden, productbestelling, dating, adult/erotiek: 1,12 euro/min
- 0905 Wedstrijden: 0,25, 0,50, 1,00 of 2,00 euro/gesprek
- 0909 Productbestellingen: 0,25-24,79 euro/gesprek

## Historische netnummers
Vast
- 031 Antwerpen (is sinds 1993 03[4])
- 041 Luik (is nu 04)
- 062 Bastenaken (is nu 061)
- 091 Gent (is nu 09)

Mobiel
- 017 Mobiele telefonie van de tweede generatie (tot 1998)
- 075 Proximus (is nu 0475)
- 095 Mobistar (is nu 0495)
- 096 Mobistar (is nu 0496)

Semafoon
- 0451-0459 Semafonie (tot 30 juni 2006)